# Bedő
Pour les articles homonymes, voir Bedo.
Bedő est un village et une commune du comitat de Hajdú-Bihar en Hongrie.